# Tarot de Jean Dodal

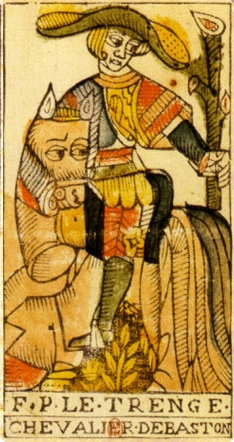
El rei de bastos

El Tarot de Jean Dodal pertany al patró del tarot de Marsella i fou editat a Lió l’any 1701. La seva importancia deriva del fet de fixar el model de Jean Noblet de 1650 (que es considera el primer model del tarot de Marsella) i fer-lo perdurar fins als nostres dies.

## Producció
A la diferència del tarot artesanal de Noblet, de cartes petites amb els angles quadrats, el Tarot de Dodal va ser previst per a la venda massiva, amb cartes de dimensions corrents, angles arrodonits, cartolina més fina i fàcil de manipular, etc., apostant per un nou model més simple, expressiu i accessible. El seu èxit fou notable, assolint una gran producció un nombroses còpies, fet que provocà que, amb el temps, inspirés molts altres tarots. Difós per la família d’impresors de naips Payen, es va convertir aviat en el tarot més comú i pràcticament l'únic que podia aconseguir-se en la primera meitat de segle xviii.
Per a la seva reproducció es feu servir la xilografia. Un cop impresos els naips s’acolorien a mà o amb plantilles.

## Característiques
El dibuix presenta un estil bast (segons alguns, baixa qualitat), que li és molt característic.
Aquest tarot presenta alguns detalls significatius que li són característics, diferents de la resta de tarots contemporanis o posteriors:
- El personatge femení de l’Estrella es troba embarassada i se la veu tant de front com de perfil.
- Les flames de la Torre pugen cap amunt
- L'àngel de l’Enamorat té els ulls embenats.
- La Temprança té el pit nu.

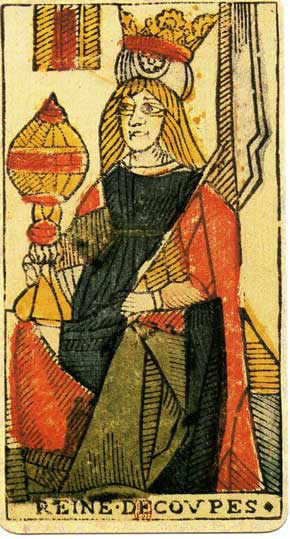
La reina de copes

Per altra banda, alguns dels elements que conté influirien de tal manera en el Tarot de Marsella que passarien a formar part de les baralles posteriors:
- Els trumfos (o arcans majors) passen a tenir el seu nom escrit en una casella inferior (igual que al tarot de Noblet).[3]
- Tot i que estableix la costum d’anomenar els arcans, manté el XIII sense nom (igual que al tarot de Noblet).[3]
- El diable es representa amb un segon rostre a l'estòmac (igual que al tarot de Noblet).[3]
- El Foll té una natja despullada (igual que al tarot de Noblet).[3]
- Els personatges del Sol apareixen nuus (en el de Noblet apareixen vestits).[4]
- L’Emperador mira cap a l'esquerra (en el de Noblet mira cap a la dreta).[4]
- La Mort mira cap a la dreta (en el de Noblet mira cap a l'esquerra).[4]

Galeria de trumfos
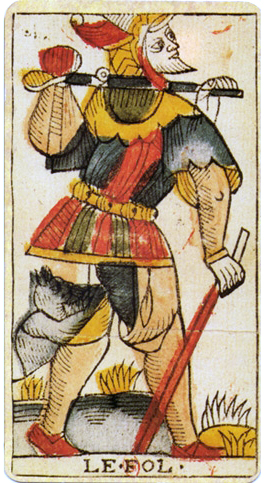
El Boig
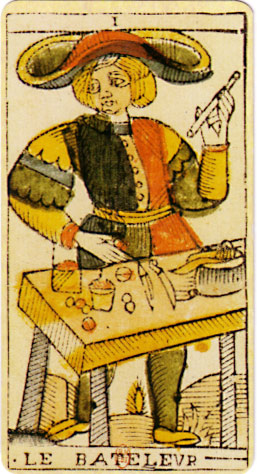
El Mag
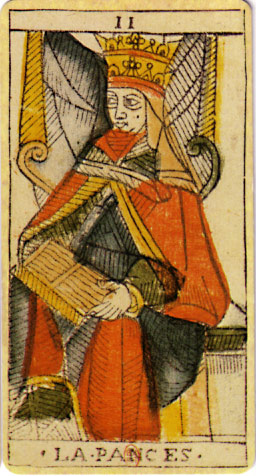
La Papessa
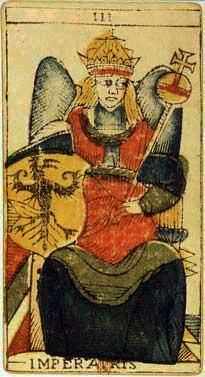
L'Emperadriu
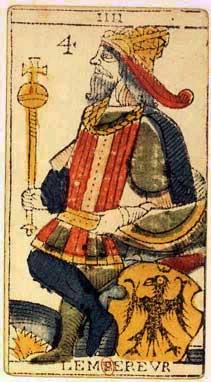
L'Emperador
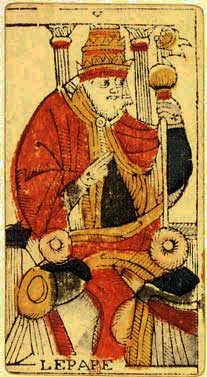
El Papa
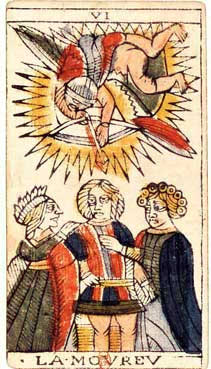
L'Enamorat
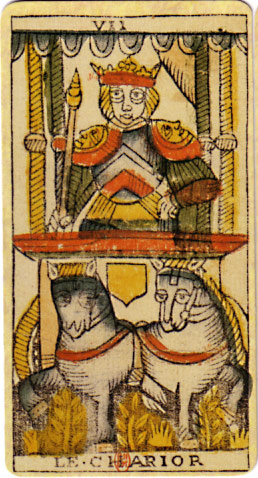
El Carro
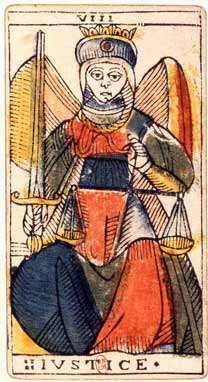
Justícia
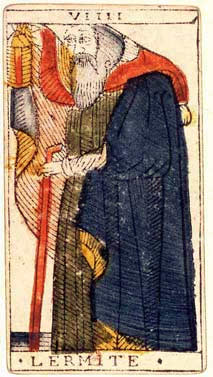
L'Ermità
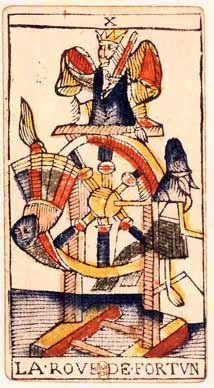
La Roda de la Fortuna
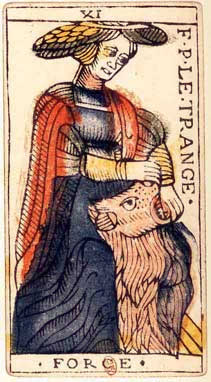
La Força
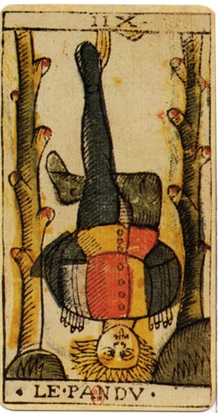
El Penjat
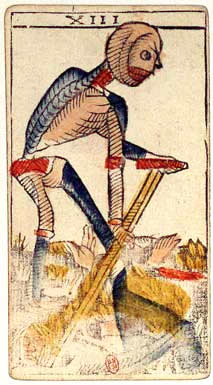
La Mort
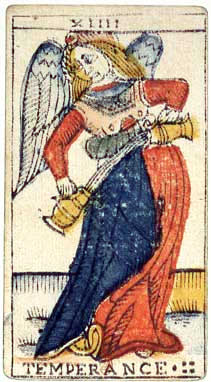
La temprança
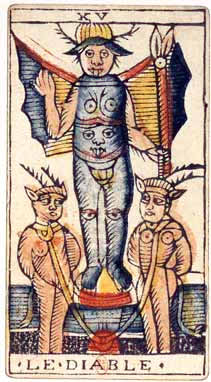
El Diable
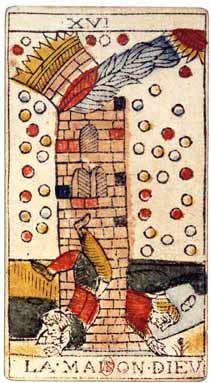
La Torre
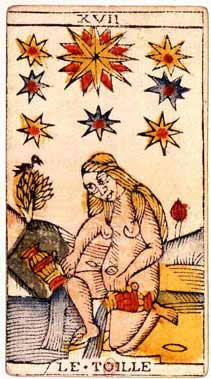
L'Estrella
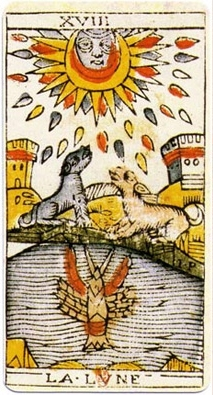
La Lluna
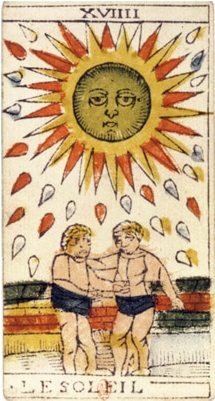
El Sol
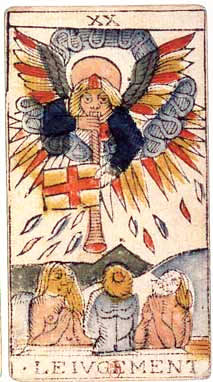
El Judici
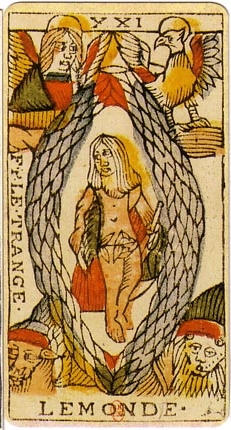
El Món